# Gastón Taborga
Gastón Alberto Taborga Gumucio (Cochabamba, 11 de noviembre de 1960) es un exfutbolista y entrenador boliviano. Como jugador se desempeñó como delantero.
Taborga en el vigésimo goleador de la Primera División de Bolivia con 117 goles, mientras que es el máximo goleador de Jorge Wilstermann dentro del profesionalismo con 106 goles.

## Trayectoria

#### Jorge Wilstermann
Debutó con la camiseta de Jorge Wilstermann con solo 16 años, en un encuentro oficial con el primer equipo el 22 de febrero de 1976, frente a Oriente Petrolero.
Pronto se convirtió en titular, y vistió la casaca número 10, ganándose el nombramiento de capitán del equipo. Junto con Jairzinho fue entre los principales figuras para que el aviador logré el título del campeonato 1980, obtenida con una ventaja de siete puntos sobre The Strongest. En aquella temporada convirtió 16 goles, mientras que su compañero Jairzinho marcó 17. En 1981 el club obtuvo el bicampeonato, y se convirtió en el primer equipo boliviano en pasar a la segunda fase de la Copa Libertadores de América, siendo Taborga una principales figuras de aquel plantel. Taborga dejaría Jorge Wilstermann en 1983.

#### Blooming
En 1984 firmó contrato con Blooming, que era conducido por el técnico chileno Raúl Pino. Con la academia obtuvo el título nacional de 1984.
En 1985 retornó en calidad de préstamo a Jorge Wilstermann por una temporada, en 1986 volvió a Blooming, equipo en el que permaneció hasta 1989.

#### Retorno a Jorge Wilstermann
En 1990 retorna a Jorge Wilstermann, finalizando su carrera en 1995.

## Selección nacional
El 26 de agosto de 1980 hizo su debut con la Selección de Bolivia, también fue parte eliminatorias 1982.
En 1983 fue incluido en la lista para la Copa América, pero no participó a causa de un infortunio. Nito Veiga, técnico de Bolivia, decidió convocarlo para la Copa América 1987.

## Clubes

### Como jugador
| Club              | País    | Año         |
| ----------------- | ------- | ----------- |
| Jorge Wilstermann | Bolivia | 1976 - 1982 |
| Blooming          | Bolivia | 1983 - 1984 |
| Jorge Wilstermann | Bolivia | 1985        |
| Blooming          | Bolivia | 1986 - 1989 |
| Jorge Wilstermann | Bolivia | 1990 - 1995 |

### Como entrenador
| Club   | País    | Año  |
| ------ | ------- | ---- |
| Aurora | Bolivia | 2011 |

## Palmarés

### Títulos nacionales
| Título           | Club              | Año  |
| ---------------- | ----------------- | ---- |
| Primera División | Jorge Wilstermann | 1980 |
| Primera División | Jorge Wilstermann | 1981 |
| Primera División | Blooming          | 1984 |